# Ronan el Acusador
Ronan el Acusador es un supervillano ficticio que aparece en los cómics estadounidenses publicados por Marvel Comics. Ronan fue creado por el escritor Stan Lee y el artista Jack Kirby y apareció por primera vez en Fantastic Four # 65 (agosto de 1967). Es el acusador supremo del Imperio Kree, comúnmente es el ser que tiene curiosidad e interés que devuelve a las cosas muertas. El gobierno militarista de la raza alienígena ficticia conocida como Kree, y comúnmente se lo representa en el enemigo de equipos de superhéroes llamados Los 4 Fantásticos, Los Vengadores y los Guardianes de la Galaxia. En años posteriores, el personaje fue representado como una figura más noble y heroica como miembro de varios grupos de superhéroes como Fuerza Estelar, Frontera Unida y Annihilators. Estaba casado con la Inhumana Crystal, una princesa de la Familia Real Inhumana.
Ronan ha aparecido en varias formas de medios, incluidas varias series animadas de televisión y videojuegos. Lee Pace interpretó al personaje haciendo su debut en las películas del Universo Cinematográfico de Marvel en Guardianes de la Galaxia (2014) donde fue el villano de los Guardianes de la Galaxia e hizo una breve aparición en Capitana Marvel (2019).

## Historia de publicación
Ronan fue creado por el escritor Stan Lee y el artista Jack Kirby. Apareció por primera vez en Fantastic Four # 65 (agosto de 1967).
El personaje regresó esporádicamente en Captain Marvel vol 1 y jugó un papel importante en la historia Kree-Skrull War en Avengers vol 1 #88-97. Después de las apariciones en Ms Marvel vol 1 y Silver Surfer vol 3, Ronan regresó en el crossover Galactic Storm en 1992.
Ronan apareció en Fantastic Four vol 3 #13-14 y Iron Man vol 3 #14 antes de tener un papel importante en el crossover Maximum Security en enero de 2001.
Durante la historia de 2006 Annihilation, Ronan recibió una miniserie homónima de cuatro números escrita por Simon Furman, y un papel destacado en Annihilation #1-6. Apareció en la secuela, Annihilation Conquest #1-6 y Annihilation Conquest: Fantasma #1-4 en 2007.
Después de ser visto en el one-shot de Invasión Secreta: War of Kings, el personaje fue utilizado en War of Kings #1-6 (2009) y Realm of Kings: Inhumans #1-4. Después de las apariciones en The Thanos Imperative #1-6 (2010), Ronan se unió al equipo titular en Aniquiladores #1-4 (2011) y Aniquiladores: Earthfall #1-4 (entre septiembre y diciembre de 2011).
Ronan es visto muerto en la Muerte de los Inhumanos # 3.

## Biografía del personaje ficticio
Ronan nació en el planeta Hala, la capital del Imperio Kree, en la Gran Nube de Magallanes. Ronan es miembro de la raza alienígena Kree y miembro del Cuerpo de Acusadores, que son el equivalente Kree de los gobernadores militares y juristas. Su ascenso en las filas fue extraordinario, y eventualmente se convirtió en el tercer ser más poderoso del Imperio Kree. La Inteligencia Suprema lo nombró «Acusador Supremo del Imperio Kree», y en esta función se le conoce simplemente como «Ronan el Acusador».
Ronan es enviado a la Tierra para investigar la derrota del robot Vigía-459 a manos de los Cuatro Fantásticos. El equipo derrota a Ronan, lo cual lleva a una expedición Kree para espiar y evaluar la Tierra. El Capitán Mar-Vell es miembro del equipo, e interactúa con Ronan con frecuencia durante su misión.
Ronan planea en secreto con Zarek para derrocar al líder Kree, la Inteligencia Suprema, creyendo que el Imperio no debe ser gobernado por una entidad no humanoide. Ronan es paralizado por los poderes psiónicos de Rick Jones, y el control del Imperio Kree vuelve a la Inteligencia Suprema.
Ronan es dominado mentalmente por la Inteligencia Suprema, y combate a Mar-Vell en múltiples ocasiones. Ronan después recupera su cordura y regresa a su antigua posición como Acusador Supremo. Durante la segunda guerra Kree-Skrull, Ronan ejecuta a un duplicado Skrull de Silver Surfer.
Durante la Guerra Kree-Shi'ar, Ronan se une a la Fuerza Estelar.
Cuando la Tierra se convierte en un planeta prisión, Ronan sirve como el alcaide del planeta, al parecer subordinado a los Shi'ar, pero esto se revela como parte de una trampa elaborada por la Inteligencia Suprema para controlar al consejo galáctico y utilizar a Ego el Planeta Viviente como un arma. Aunque Ronan es capaz de elevar su poder al aprovechar la propia energía de Ego, es derrotado cuando Mister Fantástico, Iron Man, el Hombre Gigante y Bruce Banner logran diseñar una máquina que transmite la esencia de Ego en Quasar, tras lo cual un debilitado Ronan sería derrotado y capturado por el U.S. Agent.
Cuando Ronan es acusado falsamente de traición por Tana Nile, descubre que ha sido inculpado por un miembro de alto rango de una casa Kree. Después de defender el Imperio Kree contra la Ola de Aniquilación, Ronan limpia su nombre y mata al traidor, aunque no antes de que su acusador lobotomice a la Inteligencia Suprema. En un acto de misericordia, Ronan mata a la Inteligencia Suprema y se convierte en gobernante del Imperio Kree.
Durante la conquista de los Kree de Phalanx, Ronan trabaja con el Super-Skrull y Fantasma para liberar a su pueblo.
Cuando los Inhumanos piden ayuda a los Kree contra la Invasión Secreta de los Skrull, Ronan accede con la condición de que la princesa de los Inhumanos, Crystal, sea su esposa. El día de su boda, es brutalmente golpeado por la Guardia Imperial Shi'ar y hospitalizado. No se recupera totalmente hasta después de que la Guerra de los Reyes termine.
Durante la guerra con el cancerverso, Ronan es miembro de la principal fuerza de ataque de Nova. En un esfuerzo por evitar conflictos más grandes, Ronan se une a los Aniquiladores. Ellos protegen a Galador de los Fantasmas y se oponen al intento de la Iglesia Universal de la Verdad de revivir al Magus.
Ronan el Acusador se separa de su esposa Crystal bajo las órdenes de Rayo Negro. Esta separación es parte de una tregua que se hizo entre Rayo Negro y la Inteligencia Suprema para asegurar la paz entre los Inhumanos y el Imperio Kree. Crystal y Ronan quedan profundamente entristecidos por esta decisión, su matrimonio arreglado al principio había fortalecido su relación.
Durante la historia de Infinity, Ronan el Acusador y la Inteligencia Suprema aparecieron como miembros del Consejo Galáctico. Más tarde, Ronan lucha contra Black Dwarf del Orden Negro de Thanos, y lo mata.
Ronan el Acusador roba el Vórtice Negro de los X-Men con poder cósmico y, contra las órdenes de la Inteligencia Suprema, se somete al Vórtice y recibe poderes cósmicos. Señor Cuchillo luego roba el Vórtice y destruye a Hala y la Inteligencia Suprema. Ronan y la flota imperial sobreviven, pero la última semilla restante de la Inteligencia Suprema fue robada del Coleccionista por la media hermana de Star-Lord, Victoria.
Ronan recorre las ruinas de Hala solo mientras recuerda los nombres de los Kree que cayeron en batalla cuando entró en conflicto con Noh-Varr y los Inhumanos, excepto por Crystal. Gracias al razonamiento de Crystal, Ronan se culpa a sí mismo por desobedecer las órdenes de la Inteligencia Suprema. Después de liberar a su cautivo, Ronan es testigo de que Noh-Varr siembra la semilla de la Inteligencia Plex de su realidad en los restos de la Inteligencia Suprema. A pesar de que Hala tiene un nuevo líder, Ronan todavía se culpa a sí mismo por lo que le sucedió al planeta.
En las páginas de «La Muerte de los Inhumanos», Karnak se enfrenta al comandante Kree sin nombre de una contingencia Kree que se envió para explorar y trazar los confines del Universo. Después de generaciones de distancia, finalmente regresaron a Hala, solo para encontrarlo en ruinas. El comandante Kree también revela que eliminaron a Ronan, exiliaron a los leales a él y decidieron usar a los Inhumanos como parte de sus planes para reconstruir Hala y traer un nuevo amanecer al Imperio Kree. Sin embargo, Rayo Negro finalmente descubrió que el comandante Kree le había mentido a Karnak sobre el destino de Ronan. Los Kree realmente lo capturaron a él y a los soldados Kree leales a él e hicieron experimentos espantosos con ellos. Ahora, simplemente un cyborg, Ronan le rogó a Rayo Negro que pusiera fin a su miseria mientras se disculpaba por todo el dolor que causó a los Inhumanos a los que obedece susurrando: «Estás perdonado».

## Poderes y habilidades
Ronan posee una fuerza sobrehumana, resistencia, velocidad y reflejos, que son mejorados por aparatos en su traje de armadura exoesqueleto de cuerpo completo. Ronan también tiene dispositivos en su armadura que crean campos de invisibilidad y dispositivos en sus guantes que generan suficiente frío para colocar ciertas formas de vida en un estado de animación suspendida. Ronan también posee un arma llamada el «Arma Universal», un dispositivo que utiliza energía cósmica para una variedad de efectos de acuerdo a la voluntad del portador, incluyendo la desintegración, el reordenamiento, y la transmutación de la materia, la proyección de rayos de energía de conmoción, la absorción de la energía, el control de la gravedad, la creación de campos de fuerza impenetrables y «campos de desplazamiento de tiempo-movimiento» y el teletransporte interestelar por pasajes hiperespaciales. Ronan también es un soldado altamente calificado y un genio militar, habiendo recibido entrenamiento de combate militar Kree, y posee un amplio conocimiento del código legal del Imperio Kree.

## Otras versiones

### Marvel Ultimate
La versión Ultimate de Ronan el Acusador es el hijo del Titán Thanos y apoya su imperio. Él es derrotado por La Cosa.
En la serie Hunger, otra versión de Ronan llamada Ro-Nan existe y estaba dirigiendo un ejército de compañeros Kree en la lucha contra los Chitauri cuando las dos razas alienígenas se encuentran a la entidad Gah Lak Tus durante la batalla. Ro-Nan es asesinado en Hunger #3.

### JLA/Avengers
Ronan aparece como parte del ejército de Krona en JLA/Avengers, y es visto siendo derrotado por el Shazam de DC.

## En otros medios

### Televisión
- Ronan el Acusador aparece en el episodio de Silver Surfer «Justicia Radical» como miembro de los Caminantes, un grupo compuesto por varias razas alienígenas desplazadas por Galactus.
- Ronan el Acusador aparece en los episodios de Fantastic Four: World's Greatest Heroes «Prueba de fuego», «La venganza de los Skrulls» y «Concurso de campeones», con la voz de Michael Dobson.[38]
- Ronan el Acusador aparece en los episodios de The Super Hero Squad Show «La alienación del surfista» y «La batalla final (he dicho)», con la voz de Michael Dorn.[38]
- Ronan el Acusador aparece en los episodios de The Avengers: Earth's Mightiest Heroes[39] «Bienvenido al Imperio Kree» y «Operación Tormenta Galáctica», con la voz de Keith Szarabajka.[38]
- Ronan el Acusador aparece en la segunda temporada de Hulk and the Agents of S.M.A.S.H.,[40] con la voz de James C. Mathis III.[38] Aparece en los episodios de «Planeta Hulk, Parte 1 y 2», «Un Druff es suficiente», «El Día de Banner» (hasta ser arrestado por S.H.I.E.L.D) y «Planeta Monstruo, Parte 1 (siendo liberado por la Inteligencia Suprema) y Parte 2» (al ser derrotado).
- Ronan el Acusador aparece en la primera temporada de Guardians of the Galaxy, con la voz de Jonathan Adams:[38]
  - En «Origenes» mando a Gamora, Nebula y Korath a competir quién sería su segundo al mando de robar un misterioso artefacto, y también al destruir el planeta de Groot.
  - En el episodio 6, «Juegos Encubiertos», revela que Ronan fue asesinado en una batalla con los Guardianes y solo quedó su Arma Universal.
  - En el episodio 7, «Los Traidores», se revela que Ronan era el principal general de Thanos antes de su traición y muerte, y desde entonces ha habido un vacío de poder sobre su posición anterior.
  - En el episodio 10, «Luna Nueva», Nebula luego reclama el Arma universal de Ronan y usa una semilla especial y las energías vivificantes de la Luna Mandala para resucitarlo.
  - En el episodio 12, «La Plaga Terrígena», revela que Ronan fue exiliado por el Imperio Kree, cuando va a la ciudad Attilan de los Inhumanos y Máximus se une con él a cabo de su plan hasta dejarlo.
  - En el episodio 15, «Los Accidentes Suceden», cuando es ocultado en un planeta abandonado con Nebula y se enfrenta a los Guardianes diciendo que serían útiles al entrar en una mina al obligar a Star-Lord en entrar y diciendo que la Inteligencia Suprema es indigna de dirigir y al provocar una guerra en Spartax.
  - En el episodio 20, «El Juicio de Gamora», manda a Nebula en capturar a Gamora y traerla en Conjunción donde se encuentra con el Gran Maestro para poder emitir sus juicios a través de la galaxia.
  - En el episodio 23, «He Buscado Mucho Tiempo», Ronan y Nebula van a la Tierra en buscar la Semilla Cósmica en enfrentar a los Guardianes de la Galaxia, al obtenerla y Star-Lord le arrebaté la Semilla Cósmica antes de llegar Thanos.
  - En el episodio 24, «La Tierra se mueve», Ronan y Nebula son rescatados por Drax y Gamora, se unen a los Guardianes de la Galaxia para detener a Thanos, pero decide destruirlo con la Tierra, hasta que su nave es destruido con él por Thanos.
- Ronan aparece en Lego Marvel Super Heroes - Guardians of the Galaxy: The Thanos Threat, expresada nuevamente por Jonathan Adams.[41]

### Películas
Lee Pace interpreta a Ronan el Acusador en las películas ambientadas en Marvel Cinematic Universe.
- Ronan aparece por primera vez en la película de 2014 Guardianes de la Galaxia.[42] Representado como un ávido fanático Kree cuya familia fue asesinada en la Guerra Kree-Nova, se niega a prestar atención al tratado de paz de su Imperio con el Cuerpo Nova de Xandar y se embarca en una campaña genocida contra todos los xandarianos. Ronan acepta recuperar un orbe místico para Thanos a cambio de ayuda para destruir a Xandar, solo para renunciar a su trato cuando se entera de que el orbe contiene una Gema del Infinito que puede usar para destruir Xandar. Ronan luego diezma la flota del Cuerpo Nova, pero los Guardianes de la Galaxia finalmente, logran recuperar la Gema y la usan para destruirlo.
- Ronan el Acusador aparece en la película de 2019 Capitana Marvel, que se desarrolla unos veinte años antes de la primera película de Guardianes de la Galaxia, en el año 1995.[43] Trabaja junto a la Fuerza Estelar, cazando a los Skrulls en todo el universo. Ronan es visto por primera vez cuando dirige a los Acusadores en el bombardeo de una parte del planeta Torfa para evitar que los Torfans interfieran en el rescate de la Fuerza Estelar de un explorador Kree llamado Soh-Larr. Cuando los Skrulls, liderados por Talos, aterriza en la Tierra, donde también se encuentra el Teseracto, el comandante de la Fuerza Estelar, Yon-Rogg contacta a Ronan para erradicarlos. Se ve obligado a huir cuando su flota es atacada por Capitana Marvel. Antes de escapar, Ronan jura regresar algún día por Danvers.

### Videojuegos
- Ronan aparece como un personaje secundario en el juego arcade de 1995 Avengers in Galactic Storm.
- Ronan aparece como un personaje desbloqueable en el juego de 2013 Lego Marvel Super Heroes.
- Ronan aparece como un personaje desbloqueable en el juego de 2016 Lego Marvel Vengadores con la voz de John DiMaggio.
- Ronan es un personaje desbloqueable en Marvel: Avengers Alliance Tactics.
- Ronan aparece como jefe final de operación especial en Marvel: Avengers Alliance personaje desbloqueable es Star-Lord
- Ronan es un personaje jugable en el juego para móviles Marvel: Contest of Champions.[44][45]
- Ronan aparece en Marvel: Avengers Alliance 2.[46]
- Ronan es un personaje jugable en el juego móvil Marvel Future Fight.
- Ronan aparece en Marvel Powers United VR, expresado nuevamente por Jonathan Adams.[47]

### Juguetes
- Ronan fue la edición especial #14 en la Classic Marvel Figurine Collection.[48]
- Ronan era un personaje jugable en el set Galactic Guardians de Marvel Heroclix.[49]